# درايف كلوب
درايف كلوب (بالإنجليزية: Driveclub) هي لعبة فيديو سباقات صدرت في 7 أكتوبر 2014، وهي متوفرة على جهاز بلاي ستيشن 4. اللعبة من تطوير ايفولوشن ستوديوس ومن نشر سوني كمبيوتر إنترتينمنت. تم الإعلان رسميا عنها خلال المؤتمر الصحفي الخاص ببلاي ستيشن 4 في 20 فبراير عام 2013. ستكون أيضا متاحة مع البلاي ستيشن 4 في حزمتين مختلفتين: واحدة بنسخة بيضاء من الجهاز، والآخرى بالنسخة السوداء من الجهاز.

## أسلوب اللعبة
تختلف اللعبة عن ألعاب استوديو ايفولوشن ستوديوس السابقة حيث ستركز على سباقات الطرق بدلا من السباقات على الطرق الوعرة. يمكن للاعب تكوين فريق يصل إلى 6 لاعبين والقيام بالتحديات معا. وعمل كل عضو في الفريق يساهم في نجاح الفريق بشكل عام.

## وصلات خارجية
- Driveclub on PlayStation.com نسخة محفوظة 26 يونيو 2014 على موقع واي باك مشين.